# باشگاه فوتبال دپورتیوو المپیا
باشگاه دپورتیوو المپیا یک باشگاه فوتبال از هندوراس است که در تگوسیگالپا، فرانسیسکو مورازان واقع شده‌است. این باشگاه پرافتخارترین باشگاه در کشور است.
در لیگ برتر فوتبال هندوراس، این تیم ۳۴ قهرمانی و ۱۷ نایب قهرمانی دارد. المپیا همچنین ۳ بار قهرمانی جام حذفی هندوراس شده و در سال ۱۹۹۷ قهرمان سوپر جام هندوراس شد. المپیا در سال‌های ۱۹۷۲ و ۱۹۸۸ موفق شد مقام قهرمانی جام قهرمانان کونکاکاف را بدست بیاورد و در سال‌های ۱۹۸۵ و ۲۰۰۰ نیز عنوان نایب قهرمانی را بدست آورد. به دلیل نایب قهرمانی در سال ۲۰۰۰، این تیم واجد شرایط حضور در جام باشگاه‌های جهان شد اما آن دوره از تورنمنت به دلایل مختلف لغو شد و المپیا نتوانست خودنمایی کند؛ با این حال، این تیم تبدیل به اولین تیم از آمریکای مرکزی شد که واجد شرایط در جام باشگاه‌های جهان بود.
المپیا در سال‌های ۲۰۱۷ و ۲۰۲۲ قهرمان لیگ کونکاکاف و در سال‌های ۱۹۹۹ و ۲۰۰۰ قهرمان جام اونکاف اینترکلوب شد و ۳ بار هم نایب قهرمان این تورنمنت شد. المپیا همچنین ۲ بازی بین قاره‌ای رسمی را در کارنامه خود دارد که هر دو بازی در کوپا اینترامریکانا انجام شد و المپیا به نوبت از ایندپندینته آرژانتین و ناسیونال اروگوئه شکست خورد.
دیگر رکوردهای این تیم شامل‌اند از: صعود به هفت فینال متوالی در هندوراس، تنها تیم هندوراسی که در ورزشگاه‌های سنتناریو و لیبرتادورس ده آمریکا بازی کرده، تنها تیم هندوراسی که بوکا جونیورز را شکست داده‌است، و تنها تیم هندوراسی که در ورزشگاه رز بول بازی کرده‌است.